# Imhofstraße 4 (Lauingen)

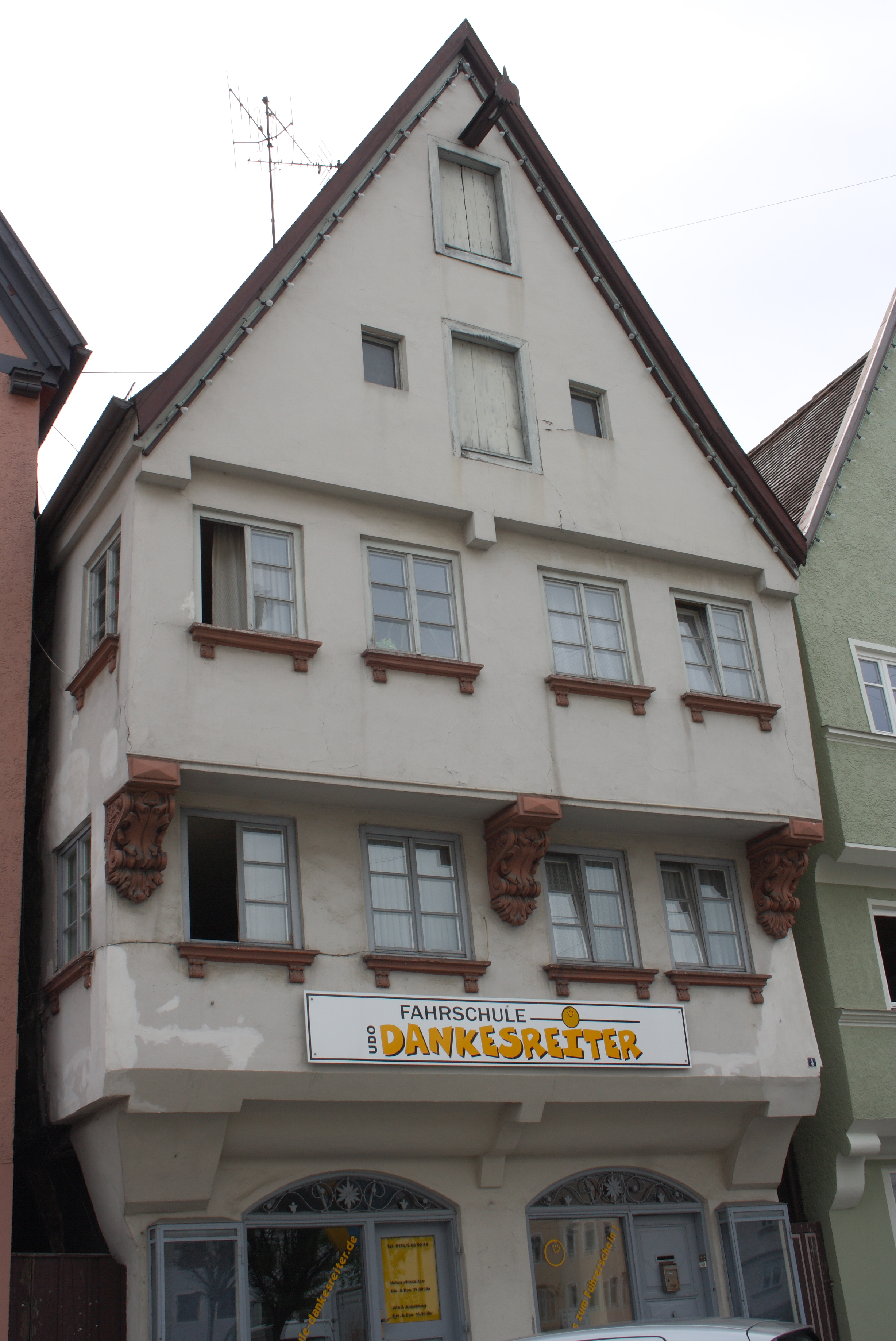
Straßenfront des Hauses

Das Fachwerkhaus Imhofstraße 4 in Lauingen, einer Stadt im schwäbischen Landkreis Dillingen an der Donau, wurde im 16./17. Jahrhundert errichtet. Das Haus ist ein geschütztes Baudenkmal.

## Beschreibung
Das Bürgerhaus mit massivem Erdgeschoss und zwei Obergeschossen steht mit dem Giebel zur Straße. Das Erdgeschoss ist modern verändert worden. Die verputzten Fachwerkobergeschosse kragen über Konsolen vor. Das erste Obergeschoss besitzt starke Eckkonsolen als kopfstehende Pyramide und eine schmale Mittelkonsole. Das zweite Obergeschoss ruht auf drei mit Akanthus dekorierten Konsolen aus dem 19. Jahrhundert. Am Kopf sind diese Konsolen diamantiert. Der Giebel kragt auf drei schmalen, verputzten Balkenköpfen vor. Beide Obergeschosse besitzen je vier Fenster mit profilierter Fensterbank und Akanthuskonsolen. Die Seitenwände, ebenfalls aus verputztem Fachwerk, kragen über Kopfstreben vor, in beiden Obergeschossen ist je ein Fenster. Am Giebel befindet sich eine Ladeluke mit Aufzugsbalken.